# Habropoda miserabilis
Habropoda miserabilis is een vliesvleugelig insect uit de familie bijen en hommels (Apidae). De wetenschappelijke naam van de soort is voor het eerst geldig gepubliceerd in 1878 door Cresson.
De bijen worden 15 tot 21 millimeter lang. Ze hebben een grijsbehaarde lijf, het borststuk is wat dichterbehaard dan het achterlijf. 